# Le Monde de Pahé
Le Monde de Pahé (no Brasil, Como Irmãos) é uma animação francesa dirigida por Paul Leluc, foi estreado em 1 de Agosto de 2009 na França e 18 de Julho de 2011 no Brasil, era exibida no canal Disney XD.

## Sinopse
Pahé é africano e Sebástian é europeu. Mas, na hora de viver grandes aventuras, isso não importa nem um pouco. Suas duas culturas se unem e se enriquecem por meio de uma amizade sincera, que não se abala nem mesmo nos momentos mais difícieis.

## Personagens

### Pahé
Um menino de 9 anos de idade e é apaixonado pela Marilou. Ele é melhor amigo do Sebástian.
Ele tem capuz amarelo,calça verde e cabelo castanho. Sempre muito malandro e preguiçoso, tem ideias malucas e divertidas para resolver constantes problemas mas que as vezes dão errado,é medroso e se acha mais corajoso que seu amigo Sebastian mas não é, e ele constantemente se dá mal.

### Sebástian
Um menino que também tem 9 anos de idade, ele é Francês, nasceu na França. Ele é melhor amigo de Pahé e apaixonado pela Marnie. Ele tem cabelo laranja, calça azul e camiseta verde. Diferente de Pahé, ele não é preguiçoso, e sim entusiasmado.

## Elenco

### No Brasil
| Personagem  | Dublador          |
| ----------- | ----------------- |
| Pahé        | Ítalo Luiz        |
| Sebástian   | Matheus Ferreira  |
| Marilou     | Jussara Marques   |
| Cinthia     | Samira Fernandes  |
| Marnie      | Tatiane Keplmair  |
| Jimmy       | Vagner Fagundes   |
| Grande Bill | Glauco Marques    |
| Sérgio      | Luiz Laffey       |
| Debora      | Rosa Maria Baroli |
| Ciro        | César Marchetti   |

- Estúdio: TV Group Digital
- Direção de Dublagem: Yuri Chesman
- Tradução: Marco Aurério Nunes